# Yabhon United 40
Lo Yabhon United 40, chiamato anche Smart Eye 2, è un UAV di tipo MALE (Medium-Altitude Long Endurance) sviluppato negli Emirati Arabi Uniti dalla Adcom Systems. Il nome United 40 celebra i 40 anni dello Stato.

## Caratteristiche
Lo United 40 è un velivolo ad ali in tandem, lungo 11,13 m e con due coppie di ali, presentando un'apertura alare di 20 m. Il drone è caratterizzato anche da una gobba sulla prua della fusoliera e la configurazione a tandem ha tolto il piano di coda, lasciando un impennaggio un po' più alto e le due coppie di ali, di cui la posteriore più bassa. Il motore dispone di un'elica spingente ed una potenza di 115 CV, ma è presente anche un motore elettrico da 80 cv, conferendo allo United 40 una velocità tra i 75 e i 220 km/h. Il peso massimo al decollo arriva a 1 500 kg, con una capacità di carico di 520 kg e alcuni punti di aggancio da 100 kg ciascuno: ciò conferisce al drone la possibilità di portare anche eventuali armamenti. Lo United 40 è un modello MALE, da medie altitudini con tangenza di 7 000 m e con una grande autonomia, arrivando fino a 120 ore, pari a 5 giorni.

## Utilizzatori
- Emirati Arabi Uniti[3]
- Russia
2 esemplari acquistati.[4]
- Algeria

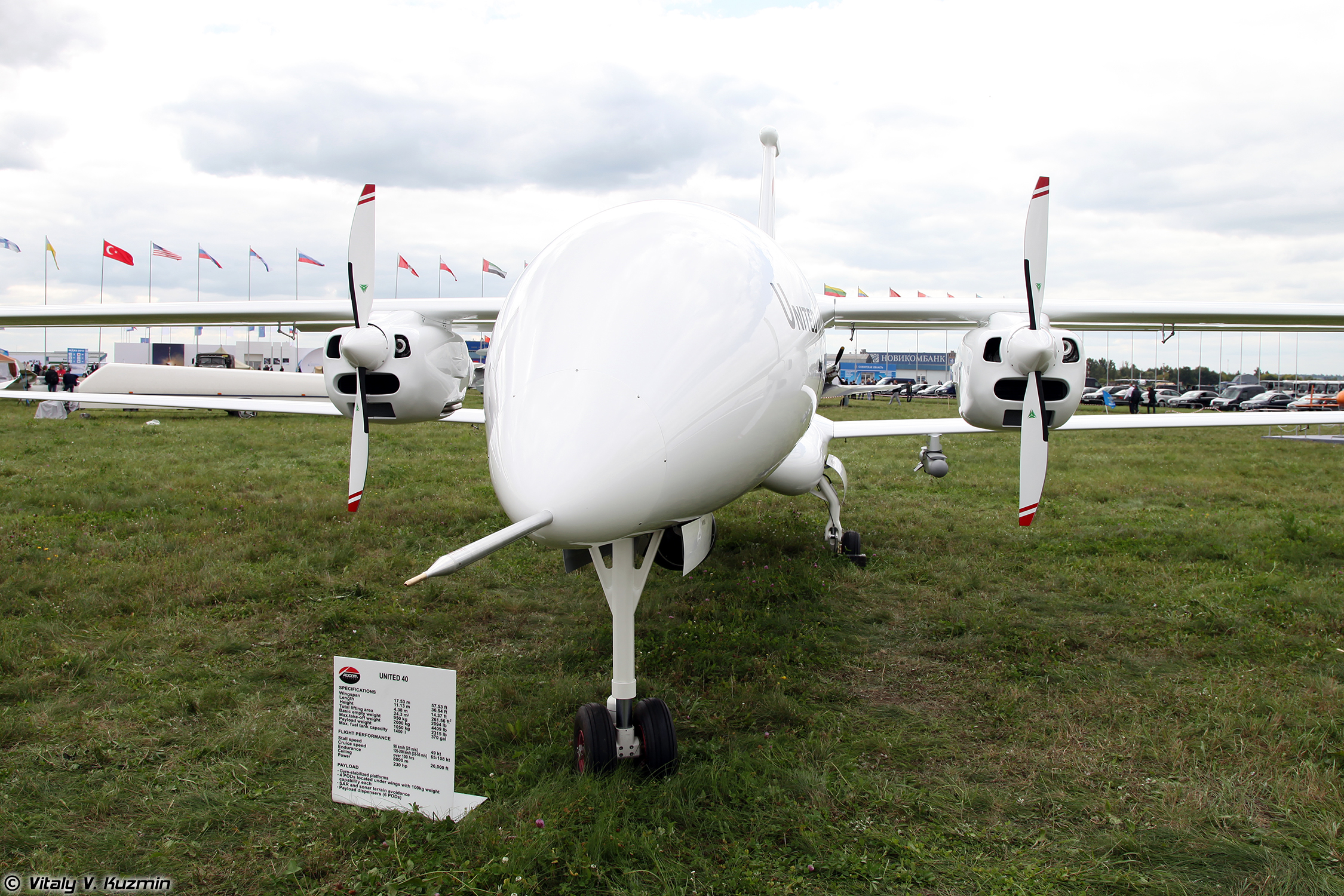
Fronte del drone

Almeno 10 esemplari rinominati Algeria 54, prodotti su licenza.[5]